# Friese Poort
ROC Friese Poort was een organisatie voor middelbaar beroepsonderwijs (mbo). Ze maakte deel uit van de in 1993 opgerichte Stichting voor Christelijk Beroepsonderwijs en Volwasseneneducatie Friesland/Flevoland. Per 1 januari 2023 viel de school onder één bestuur met het Friesland College. Per 1 augustus 2023 werd de fusie definitief en gingen beide organisaties samen verder onder de naam Firda.

## Leerwegen
| ROC Friese Poort         | Middelbaar beroepsonderwijs en educatie met volledig dagonderwijs, deeltijdonderwijs en leer-werktrajecten voor jongeren en volwassenen |
| ⌊ Centrum Vakopleidingen | Praktijkgerichte scholing voor bedrijven, instellingen en particulieren                                                                 |
| ⌊ Opleiding & Training   | Opleidingen en trainingen op maat voor bedrijven en instellingen                                                                        |
| ⌊ Avondacademie          | Opleidingen en cursussen voor volwassenen                                                                                               |

De organisatie kent sinds haar ontstaan een vestigingsstructuur; activiteiten worden verzorgd vanuit vestigingen in Drachten, Emmeloord/Urk, Leeuwarden/Dokkum en Sneek en aangestuurd door vestigingsdirecteuren.
In 2022 waren er ruim 15.000 studenten, jongeren en volwassenen, ingeschreven voor beroepsonderwijs. Daarnaast namen ruim 2.000 studenten deel aan volwassenenonderwijs op maat, variërend van onbekostigde opleidingen, cursussen, korte en intensieve trainingen tot meerjarige opleidingen, individueel of groepsgewijs. 